# Hoek van inwendige wrijving

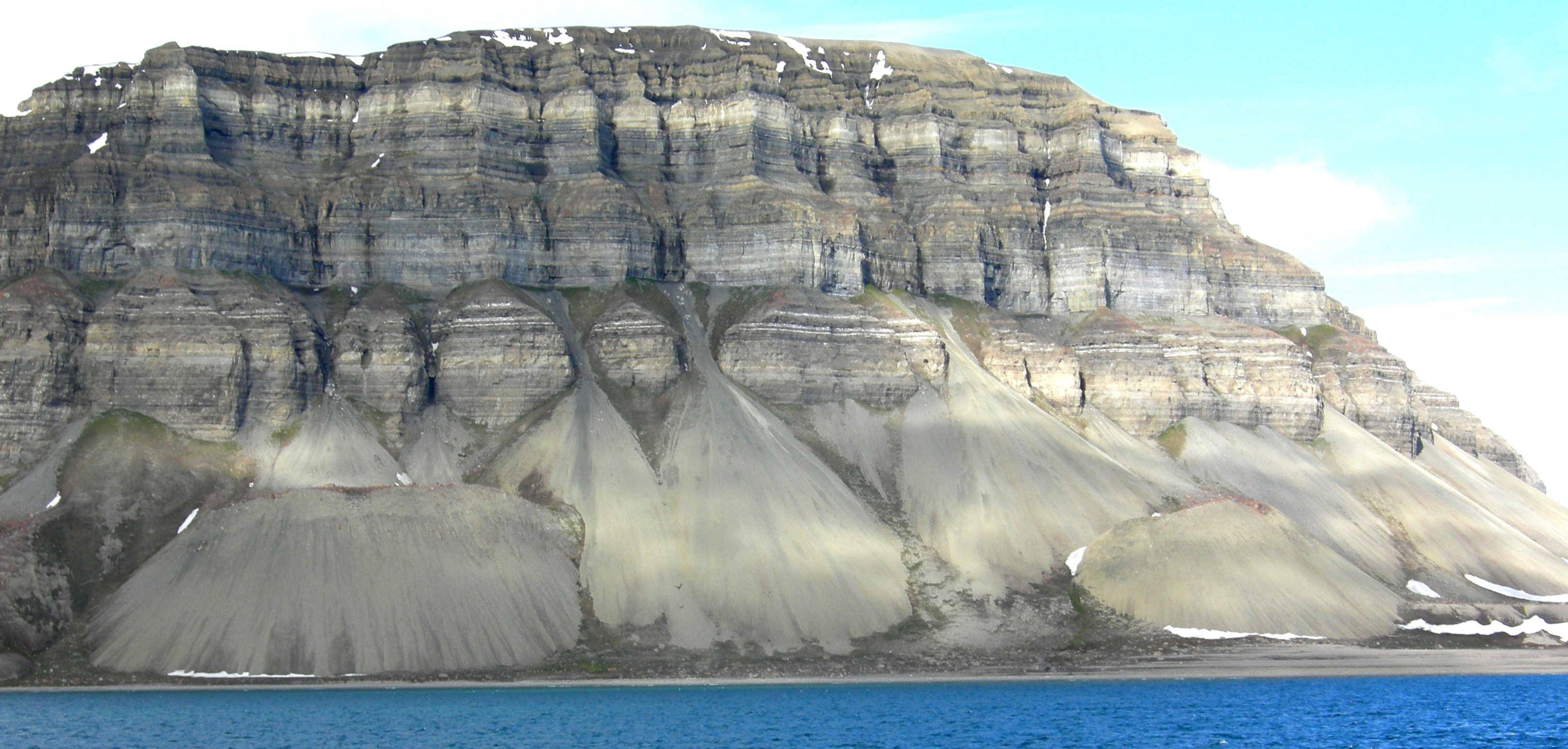
Puinhelling aan de noordkust van Isfjord in Noorwegen

De hoek van inwendige wrijving kan worden bepaald door een triaxiaalproef; een ongeroerd monster wordt in een speciaal toestel geplaatst en belast tot het bezwijkt. De hoek waaronder het monster bezwijkt (in twee delen scheurt) is de hoek van inwendige wrijving.
De storthoek is de maximum hellingshoek waaronder granulair materiaal nog juist niet verschuift. Wanneer een materiaal los wordt gestort, vormt er zich een kegel. De hoek die daarbij gevormd wordt van basis tot opstaande zijde is de storthoek.
De storthoek is sterk afhankelijk van de inwendige wrijvingscoëfficiënt van het materiaal en dus ook van de korrelgrootte. Het spreekt voor zich dat poeders tegenover grove ladingen een geheel andere kegelvorm zullen hebben bij het storten ervan.

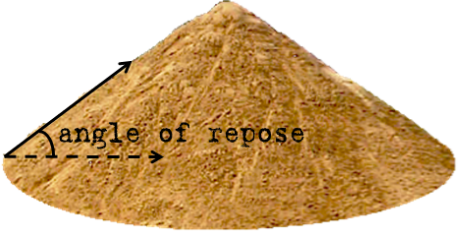
storthoek

| Korrelgrootte | Diameter    |
| ------------- | ----------- |
| Poeders       | <0,50 mm    |
| Fijn          | 0,5 à 10 mm |
| Klein         | 10 à 60 mm  |
| Gemiddeld     | 60 à 160 mm |
| Grof          | >160 mm     |

## In de bouwkunde
De hoek van inwendige wrijving geeft een aanwijzing omtrent de afschuifkarakteristieken en wordt dan ook gebruikt bij berekening van afschuiving, gronddruk en draagvermogen van paalfunderingen.

## In de scheepvaart
Een lading wordt gestort in het ruim van een schip. Bijgevolg zal de lading reeds bij vertrek opgestapeld zijn onder zijn storthoek. Hoe groter deze hoek is, hoe minder snel het materiaal zal verplaatsen en hoe veiliger men deze aanziet in de maritieme sector. Wanneer de hoek echter heel klein is, vloeit het materiaal als het ware meteen en zal dus bij een kleine inclinatie van het schip de lading zich reeds verplaatsen.

### Gevolgen aan boord
Wanneer het schip bij ruig weer gaat slingeren (het bewegen van stuurboord naar bakboord om de lengteas van het vaartuig), zal de lading zich automatisch verplaatsen en verplaatst er zich dus een aanzienlijk gewicht in het ruim. Daardoor zal het schip niet meer gelijk geladen zijn en een permanente inclinatie (list) krijgen. Dit zorgt voor een aanzienlijke vermindering in de stabiliteit en kan bij slecht weer heel gevaarlijk zijn. Ook kunnen hierdoor torsiekrachten ontstaan, die vervolgens het plaatwerk stuk trekken.
Wanneer de storthoek van de lading heel klein is en bij ruige weersomstandigheden het schip gaat slingeren met grotere hoeken, kan de lading zelfs continu van links naar rechts gaan bewegen. Dit zorgt voor het vrij-vloeistofoppervlakte-effect en zorgt voor een nog grotere vermindering van stabiliteit. In het uiterste geval kan een schip hierdoor kapseizen.
| Storthoek | benaming           |
| --------- | ------------------ |
| 0° - 15°  | Zeer vrij vloeiend |
| 15° - 35° | Vrij vloeiend      |
| 35° - 60° | Traag vloeiend     |
| 60° - 90° | Plakkerig          |

### Voorkomen
Er zijn verschillende manieren om te vermijden dat de storthoek de veiligheid van een schip in gevaar brengt.
- Ten eerste kan men de lading trimmen. Dit is het horizontaal gelijktrekken van het ladingsoppervlak door er bijvoorbeeld met een bulldozer over te rijden. Zo moet het schip reeds een rolhoek gelijk aan de storthoek bereiken vooraleer de lading zal beginnen te verschuiven.

Dwarsdoorsnede van ruim

- Ten tweede kan men het ruim waarin geladen wordt helemaal vol laden zodat bij het slingeren de lading wordt tegengehouden door het luikhoofd. Het is nu bijna onmogelijk nog een ladingsverschuiving te hebben.
- Ten derde kan men de vorm van het luik aanpassen teneinde een ladingsverschuiving te voorkomen. Zo kan men een metalen plaat verticaal, bovenaan en langsscheeps, in het midden van het ruim lassen, zodat verschuivende lading nooit verder dan het midden kan gaan. Maar beter nog kan men het ruim bovenaan smaller maken. Zodoende is er bovenaan een kleiner oppervlak, kan de lading minder verschuiven en zullen de gevolgen voor stabiliteit aanzienlijk verminderen.
- Ten slotte kan men bijvoorbeeld verpakte lading boven op de bulklading stapelen, de lading afdekken, of deze met platen horizontaal verdelen.

### Wetgeving
De Internationale Maritieme Code voor het vervoer van vaste lading in bulk (International Maritime Solid Bulk Cargoes Code, IMSBC-code) reguleert het vervoer van bulkladingen. Deze maakt een onderscheid tussen ladingen met een storthoek kleiner dan 35° en deze met een storthoek groter van 35°. Deze laatste wordt als veilig beschouwd. Maar wanneer de storthoek kleiner dan 35° bedraagt, is de beroepszeevaart verplicht deze lading te trimmen en wordt het aangeraden om de luiken zo vol mogelijk te laden als toegestaan en/of veilig is.

### Voorbeelden van ladingen en hun storthoek
| Droog zand   | 34°    |
| Nat zand     | 15-30° |
| Vochtig zand | 45°    |
| Cement       | 35°    |
| Los grind    | 33°    |
| Asfalt       | 30-45° |
| Tarwe        | 23°    |
| Bloem (meel) | 45°    |
| Koffiebonen  | 35-45° |